# Singalesisk (sprog)
Singalesisk (også Sinhala) er et indoarisk sprog og hovedsproget i Sri Lanka.
I modsætning til de andre indoariske sprog har singalesisk tabt alle aspirater. Singalesisk har sit eget skriftsystem.